# Echte Ottern
Die Echten Ottern (Vipera) bilden eine Gattung in der Unterfamilie Echte Vipern (Viperinae) der Familie der Vipern (Viperidae). Sie sind mit 21 Arten vor allem in Europa, Nordafrika und dem mittleren Osten verbreitet, wobei die Taxonomie derzeit sehr stark diskutiert wird. Alle Vipera-Arten sind Bodenschlangen, nur einige erklettern niedriges Buschwerk. Die nördlichste Art ist die Kreuzotter (Vipera berus), deren Verbreitungsgebiet in Skandinavien bis über den Nördlichen Polarkreis reicht. Alle Arten dieses Taxons sind giftig.

## Merkmale
Die Echten Ottern umfassen Schlangenarten mit Körperlängen von etwa 35 Zentimetern wie der Atlas-Zwergotter (Vipera monticola) bis hin zu etwa 1,5 Metern wie bei der Kleinasiatischen Bergotter (Vipera xanthina). Der Körper ist meist gedrungen und besitzt einen deutlich vom Körper abgesetzten, dreieckigen Kopf. Die Kopfoberseite ist bei allen Arten von kleinen Schuppen besetzt. Die Färbungen entsprechen im Regelfall dem Untergrund, auf dem die Tiere leben, und reichen von Grau über Rotbraun und verschiedene Brauntöne bis hin zu Schwarz; grüne und „bunt“ gefärbte Arten gibt es dagegen nicht. Die Zeichnung besteht häufig aus dorsalen Fleckenmustern, die in Zickzackstreifen übergehen können; einige Arten oder Unterarten sind jedoch auch vollständig schwarz oder braun beziehungsweise rotbraun gefärbt. Eine Kopfzeichnung kann ebenfalls vorhanden sein, typische Muster sind hier Augenbinden oder V-förmige Flecken auf dem Hinterkopf.
Echte Ottern sind wie alle Vipern Giftschlangen. Sie verfügen über einen entsprechenden Giftapparat mit großen Giftdrüsen hinter den Augen, die über einen Giftkanal mit den meistens großen Giftzähnen im vorderen Oberkiefer verbunden sind.

## Lebensweise

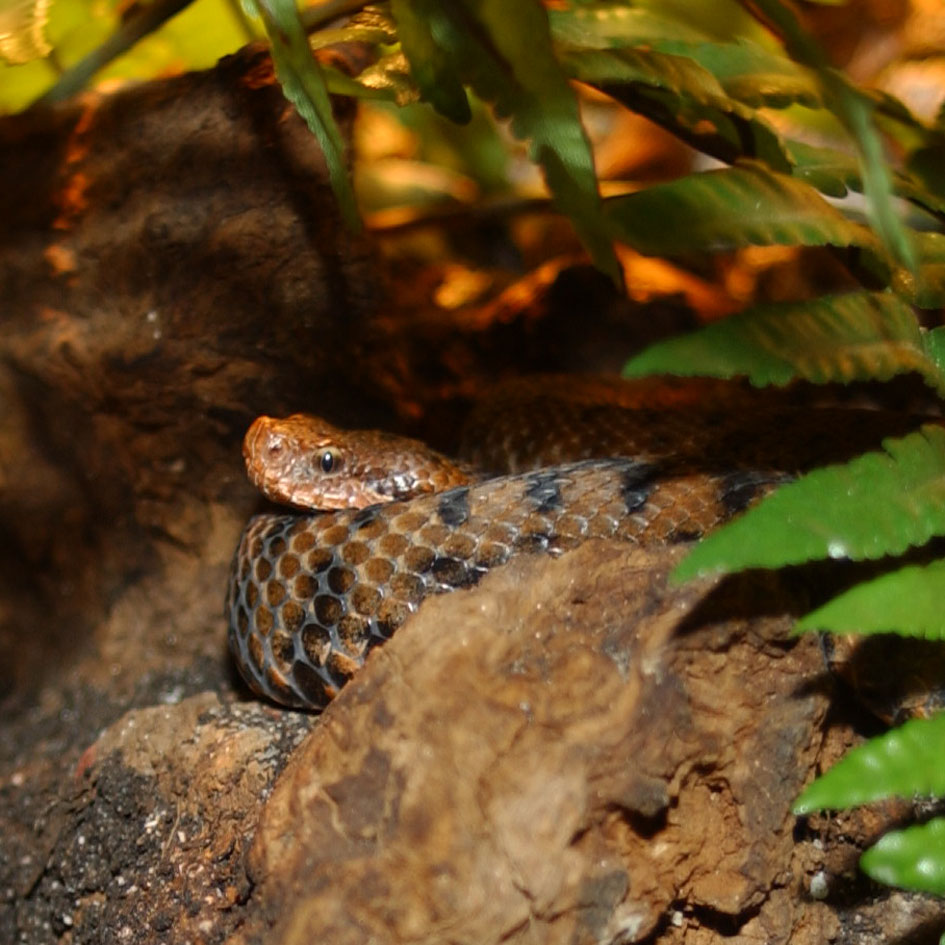
Aspisviper (Vipera aspis) im Versteck

Alle Arten der Echten Ottern sind an das Leben am Boden angepasst. Sie sind auf allen Formen des Untergrunds zu finden und meistens farblich an diesen angepasst. Die meisten Arten leben in Wald-, Wiesen-, Heide- und Steppengebieten.
Vor allem die europäischen Arten der gemäßigten bis gemäßigt-warmen Zone sind fast ausschließlich tagsüber anzutreffen, während Arten in wärmeren Gebieten häufiger in der Dämmerung oder nachts aktiv sind. Durch die klimatischen Verhältnisse kommt es zudem bei mittel- bis nordeuropäischen Arten zu Ruhephasen während des Winters, wohingegen eine solche bei Arten aus Afrika und dem südlichen Asien nicht stattfindet. Die Aktivitätsphasen, auch bei vielen europäischen Arten, können allerdings zwischen verschiedenen Populationen je nach Lebensraumtyp variieren.
Die meisten Vipern ernähren sich von Kleinsäugern, denen sie aktiv nachstellen und die sie mit einem Biss töten. Alle Arten der Echten Ottern sind lebendgebärend.

## Verbreitung und Lebensraum
Die Vertreter der Echten Ottern sind in Europa, Teilen Nordafrikas und dem mittleren Osten verbreitet. Die nördlichste Art ist die Kreuzotter (Vipera berus), deren Verbreitungsgebiet in Skandinavien bis über den Nördlichen Polarkreis reicht. Unter ihnen gibt es einige Arten mit einem sehr großen Verbreitungsgebiet, darunter vor allem die Kreuzotter. Andere Arten sind nur auf begrenzte Gebiete wie Gebirgszüge konzentriert, wie etwa die Taurische Bergotter (Vipera bulgardaghica) oder die Atlas-Zwergotter. Von Barans Viper (Vipera barani) ist sogar nur ein einziges Belegexemplar von der türkischen Schwarzmeerküste bekannt.

## Systematik

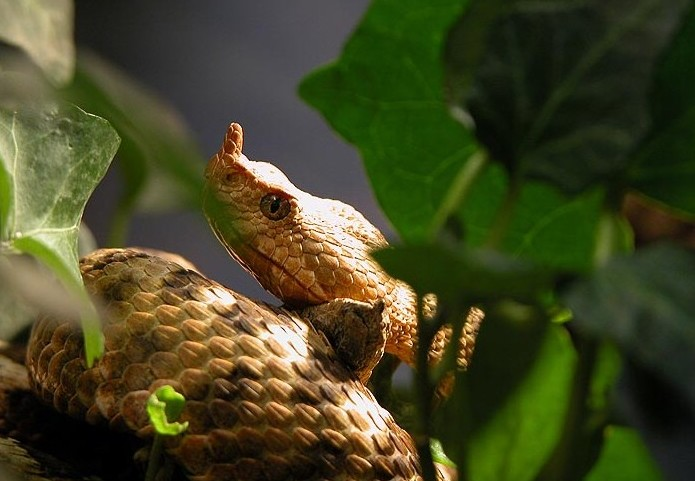
Europäische Hornotter (Vipera ammodytes)

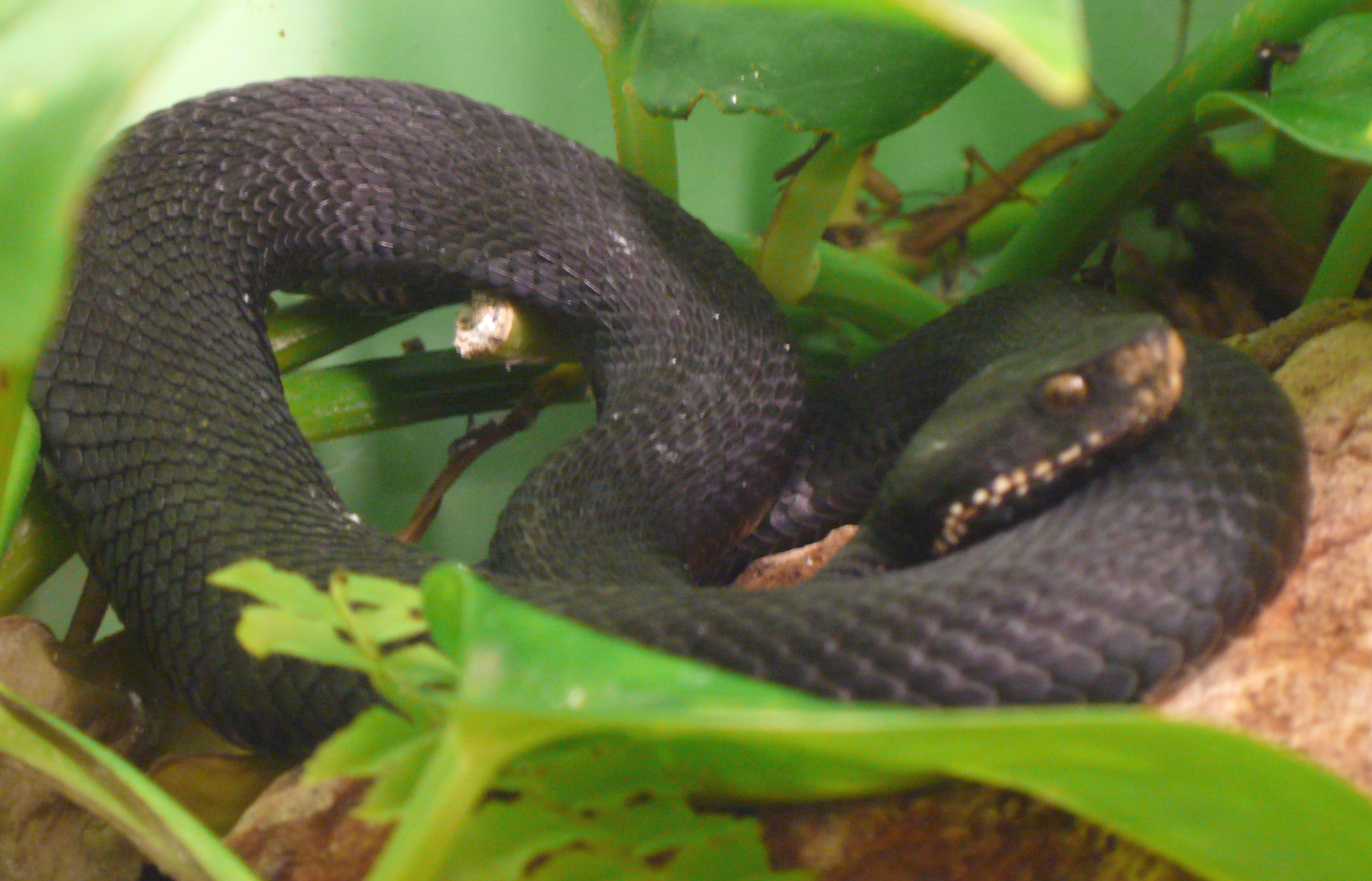
Kaukasusotter (Vipera kaznakovi)

In der nahen Vergangenheit wurden innerhalb dieser Gattung mehrere Revisionen vorgenommen, aus denen neue Gattungen wie die Großvipern (Macrovipera), die Bergottern (Montivipera) und die Orientalischen Ottern (Daboia) hervorgingen, eine Reihe weiterer Revisionen wurden vorgeschlagen.
| N.N. | \| \| Montivipera \| \| \| \| \| \| Macrovipera \| \| \| \| |
|      | \| \| Montivipera \| \| \| \| \| \| Macrovipera \| \| \| \| |
|      | Daboia                                                      |
|      |                                                             |
|      | Montivipera                                                 |
|      |                                                             |
|      | Macrovipera                                                 |
|      |                                                             |

|  | Montivipera |
|  |             |
|  | Macrovipera |
|  |             |

| N.N. | \| \| Montivipera \| \| \| \| \| \| Macrovipera \| \| \| \| |
|      | \| \| Montivipera \| \| \| \| \| \| Macrovipera \| \| \| \| |
|      | Daboia                                                      |
|      |                                                             |
|      | Montivipera                                                 |
|      |                                                             |
|      | Macrovipera                                                 |
|      |                                                             |

|  | Montivipera |
|  |             |
|  | Macrovipera |
|  |             |

| N.N. | \| \| Montivipera \| \| \| \| \| \| Macrovipera \| \| \| \| |
|      | \| \| Montivipera \| \| \| \| \| \| Macrovipera \| \| \| \| |
|      | Daboia                                                      |
|      |                                                             |
|      | Montivipera                                                 |
|      |                                                             |
|      | Macrovipera                                                 |
|      |                                                             |

|  | Montivipera |
|  |             |
|  | Macrovipera |
|  |             |

| N.N. | \| \| Montivipera \| \| \| \| \| \| Macrovipera \| \| \| \| |
|      | \| \| Montivipera \| \| \| \| \| \| Macrovipera \| \| \| \| |
|      | Daboia                                                      |
|      |                                                             |
|      | Montivipera                                                 |
|      |                                                             |
|      | Macrovipera                                                 |
|      |                                                             |

|  | Montivipera |
|  |             |
|  | Macrovipera |
|  |             |

Momentan sind 21 Arten der Gattung Vipera bekannt (Stand: Dezember 2022):
- Vipera altaica Tuniyev, Nilson & Andrén, 2010
- Europäische Hornotter (Vipera ammodytes (Linnaeus, 1758))
- Anatolische Wiesenotter (Vipera anatolica Eiselt & Baran, 1970)
- Aspisviper (Vipera aspis (Linnaeus, 1758))
- Kreuzotter (Vipera berus (Linnaeus, 1758))
- Darevskis Kreuzotter (Vipera darevskii Vedmederja, Orlov & Tuniyev, 1986)
- Westliche Kaukasusotter (Vipera dinniki Nikolsky, 1913)
- Armenische Wiesenotter (Vipera eriwanensis (Reuss, 1933))
- Griechische Wiesenotter (Vipera graeca Nilson & Andrén, 1988)[5][6]
- Kaukasusotter (Vipera kaznakovi Nikolsky, 1909)
- Stülpnasenotter (Vipera latastei Bosca, 1878)
- Lotievs Viper (Vipera lotievi Nilson, Tuniyev, Orlov, Hoggren & Andren, 1995)
- Atlas-Zwergotter (Vipera monticola Saint Girons, 1953)
- Waldsteppenotter (Vipera nikolski Vedmederya, Grubant & Rudajewa, 1986)
- Orlovs Viper (Vipera orlovi Tuniyev & Ostrovskikh, 2001)
- Steppenotter (Vipera renardi (Christoph, 1861))
- Vipera sakoi (Tuniyev, Avci, Ilgaz, Olgun, Petrova, Bodrov, Geniez & Teynié, 2018)
- Nordiberische Kreuzotter (Vipera seoanei Lataste, 1879)
- Vipera transcaucasiana Boulenger, 1913
- Wiesenotter (Vipera ursinii (Bonaparte, 1835))
- Piemont-Viper (Vipera walser Ghielmi, Menegon, Marsden, Laddaga & Ursenbacher, 2016)[7]

Fossil ist Vipera antiqua aus dem frühen Miozän bekannt.

## Schlangengift
Die meisten Viperngifte sind vor allem hämotoxisch und zerstören also in erster Linie Zellen des Blutes und die sie umgebenden Gewebe durch verschiedene Proteasen. Hämotoxine führen zu umfassenden Gewebezerstörungen, inneren Blutungen und Schwellungen sowie Nekrosen und sind sehr schmerzhaft. Zu den wirksamsten Bestandteilen des Giftes gehören zudem Proteine, die die Blutgerinnung unterdrücken und damit gemeinsam mit den gewebezerstörenden Anteilen innere Blutungen verursachen. Blutungen treten dabei unter der Haut, in Nasen- und Mundhöhle und vor allem auch in Darm und Gehirn der Beutetiere auf. Neben diesen gibt es bei einigen Arten zudem neurotoxische Bestandteile, die auf das Nervensystem des Opfers wirken und Lähmungen hervorrufen.